# Probaryconus pictus
Probaryconus pictus är en stekelart som först beskrevs av Alan Parkhurst Dodd 1920.  Probaryconus pictus ingår i släktet Probaryconus och familjen Scelionidae. Inga underarter finns listade i Catalogue of Life.